# Тиме, Марианне
Марианне Луизе Тиме (Marianne Louise Thieme; нидерландское произношение: [mɐˈrijɑnə ˈtimə], род. 6 марта 1972 года в Эде) — нидерландский политик из Партии защиты животных (партия вур де Дирен). Является лидером парламентской фракции партии в Палате представителей с 23 ноября 2006 года.
Тиме — юрист по образованию, активист движения за права животных, автор книг и статей.

## Биография

### Жизнь до политики
Училась в колледже в Дорверте, в Сорбонне (с 1991 по 1992 год) и в Университете Эразмус в Роттердаме (с 1992 по 1997 год) со специализацией в области административного права. В это время она стала вегетарианкой.
С 1998 по 2001 Марианне Тиме работала в исследовательском агентстве B&A Group в Гааге. Между 2001 и 2004 годами она работала в голландском анти-меховом зоозащитном фонде. До ноября 2006 года она была генеральным директором Фонда Ваккер Диер (благотворительный фонд против эксплуатации животных в интенсивном сельском хозяйстве).

### Политическая жизнь
В октябре 2002 года она и другие защитники животных основали Партию защиты животных. Во время всеобщих выборов 2003 года партия получила 50.000 голосов (0,5 %) и не прошла в парламент.
В феврале 2004 года она была избрана возглавить партийный список на выборах в Европейский парламент 2004 года. На этот раз партия получила в три раза больше голосов — 153 000 (3,2 %).
На парламентских выборах 2006 года Партия защиты животных получила 179 988 голосов (1,8 %), что дало ей два места в голландском парламенте. Партия стала первой в мире партией, сконцентрированной на вопросе прав животных, получившей депутатские мандаты.
Марианне Тиме всегда заканчивает свои выступления в парламенте фразой «Кроме того, мы считаем, что животноводческие фермы должны быть закрыты», отсылая к знаменитому «Карфаген должен быть разрушен» Катона-старшего.
Стала адвентисткой седьмого дня в 2006 году. У Марианне Тиме есть две дочери.